# Pinanga aristata
Pinanga aristata är en enhjärtbladig växtart som först beskrevs av Karl Ewald Maximilian Burret, och fick sitt nu gällande namn av John Dransfield. Pinanga aristata ingår i släktet Pinanga och familjen Arecaceae. Inga underarter finns listade i Catalogue of Life.